# 阆中县
阆中县，中国旧县名，
战国秦惠文王时（前354年─前311年）置，治所在今四川省阆中市。属巴郡。隋朝改阆内县，唐朝复阆中县，为阆州治。元朝为保宁路治，明朝、清朝为保宁府治。民国时，属四川省。1950年起，属剑阁专区。1952年，剑阁专区复归四川省，同年改名为广元专区。1953年，阆中县归南充专区（1968年改为南充地区）。1991年撤销阆中县，改设阆中市。